# Ljuben Karavelov
Ljuben Karavelov (bulgariska: Любен Каравелов), född omkring 1834 i Koprivsjtitsa, Bulgarien, Osmanska riket, död 21 januari 1879 i Ruse, Furstendömet Bulgarien, var en bulgarisk författare och journalist. 
Karavelov var bror till Petko Karavelov.
Karavelov var son till en kreaturshandlare och fick följa fadern på affärsresor i Osmanska riket, sattes i handelslära i Konstantinopel och kom 1858 till Moskva, där han studerade vid universitetet och utgav en samling bulgariska folkvisor, Pamjatniki narodnago byta Bolgar (1861). Under sin vistelse i Serbien (1868) misstänktes han för delaktighet i mordet på furst Mihajlo och flydde från Belgrad, men greps och hölls ett halvt år fängslad i Budapest. Därpå slog han sig ned i Bukarest, där han från eget tryckeri utgav den bulgariska revolutionära tidningen "Svoboda" (Frihet) och gjorde förberedelser för en nationell resning. Under hans ordförandeskap hölls i Bukarest 1870 en hemlig bulgarisk kongress. Han blev efterspanad av de osmanska myndigheterna och flydde 1873 till Serbien, men återvände snart till Rumänien och utgav tidningen "Nezavisimost" (Oavhängighet), senare "Znanie". Han deltog dock inte i resningen och i det rysk-turkiska kriget, utan bosatte sig i Ruse, där han ägnade sig åt litteraturen. 
Karavelov är grundläggare av den bulgariska novellistiken och den nybulgariska prosan. Hans första novellsamling utkom 1864 (ny upplaga 1898). Han ägnade sig även åt poesi, journalistik och litteraturkritik. Hans samlade skrifter (folkvisor, skisser, episka dikter, översättningar av Sjevtjenko, Heine med flera) utgavs i åtta band av Zachari Stojanov 1887-88.